# Al-Hurr Al-Amili
Muhammad ibn al-Hasán ibn Alí ibn Muhammad ibn al-Husayn al-Hurr al-Amili al-Mashgari (en árabe: محمد بن الحسن بن علي بن محمد بن الحسين الحر العاملي المشغري), más conocido como al-Hurr al-Amili o Sahib Al-Wasail, fue un clérigo, erudito, muhadiz y alfaquí chiita de alto renombre, célebre por su compilación Wasail Al-Shia. Fue uno de los más famosos ajbaríes, escuela duodecimana enfrentada con los usulíes en cuanto a los recursos para la extracción de leyes islámicas.
Jugó un papel importante en el Estado safávida, ocupando posiciones religiosas y judiciales, y llegó a ser en algún momento el juez principal de Jorasán. Es uno de los principales académicos de la escuela ajbarí, que tiene algunos enfoques y métodos diferentes en la deducción de las leyes islámicas en comparación con la escuela de jurisprudencia usulí, a la cual pertenece la gran mayoría de los estudiosos chiitas. La escuela ajbarí se basa únicamente en el conocimiento de la jurisprudencia y sus reglas, además de algunas diferencias menores en otros aspectos, como el conocimiento de las biografías de los narradores (Ilm Al-Riyal).

## Biografía

### Nacimiento
Nació en la aldea de Mashgara, en la noche del viernes, el 8 de Rajab de 1033 AH / 1623 d. C.). Nació durante el período en el cual Líbano era parte del Imperio Otomano.

### Viajes
Permaneció en su pueblo durante cuarenta años. Durante ese tiempo, realizó dos peregrinaciones a La Meca. Luego, viajó a Irak y visitó los santuarios de los imanes de la Ahl ul-Bayt. Después de eso, partió hacia Jorasán y visitó el santuario del Imam Al-Rida. Residió en la ciudad sagrada de Mashhad durante veinticuatro años. También visitó la ciudad de Isfahán durante ese período y se encontró allí con Alamé Al-Maylisi, autor de Bihar al-Anwar.
Fue nombrado como el Sheij al-Islam y ocupó el puesto de juez hasta su fallecimiento en el año 1104 de la Hégira.

### Muerte

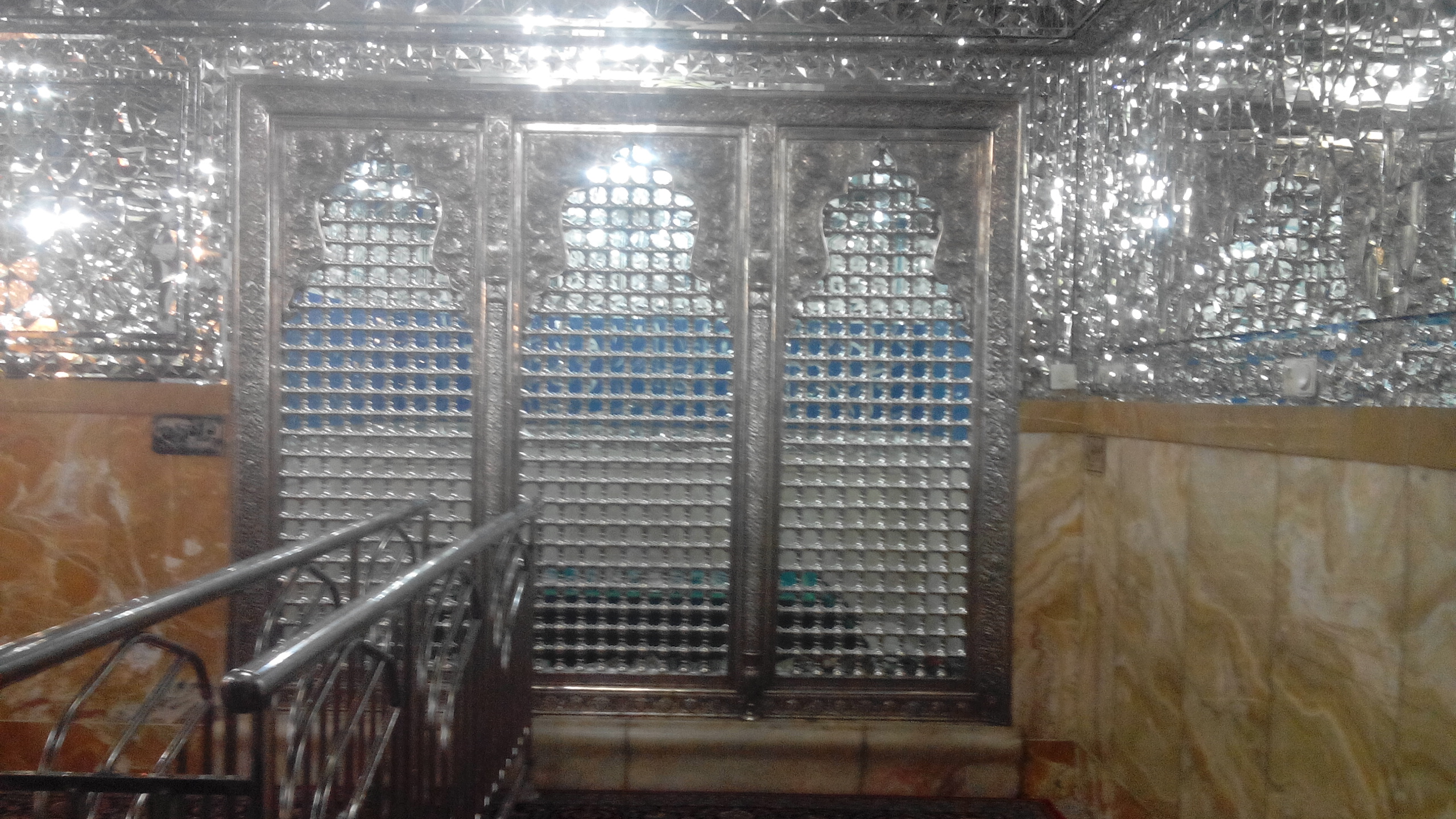
Tumba de Al-Hurr Al-Amili

Falleció el 21 de Ramadán del año 1104 de la Hégira. Su hermano Ahmad realizó el rezo fúnebre. Fue seguido por multitudes de personas y fue enterrado en una sala de piedra contigua a la escuela de al-Mirza Ya'far, en el santuario sagrado de Mashhad. Hoy en día, su tumba es famosa y visitada, y sobre ella hay un pequeño mausoleo de madera al que acuden los visitantes. Su hermano, Ahmad al-Hurr, describió en su libro "al-Dur al-Maslūk":
El día 21 del mes de Ramadán del año 1104 marcó la puesta del sol de la virtud, la abundancia y el beneficio, y el eclipse de la luna del conocimiento, la acción y la adoración. Fue el Sheij del Islam y los musulmanes, el remanente de los juristas y los mujtahidín, el portador de la guía de la nación y el inicio de la ley verdadera en los textos y los milagros. Fue el eminente orador, poeta y escritor, Abdul Rabbih al-Azim al-Haeri al-Alawi, conocido como Abu Yafar Muhammad bin al-Hasan al-Hurr al-Amili, quien pasó a la misericordia de su Creador cuando tenía setenta y dos años, siendo mi hermano mayor. Recité oraciones por él en la mezquita, bajo la cúpula, y fue enterrado en un salón de piedra en el patio del santuario contiguo a la escuela de al-Mirza Ya'far.

## Obras
- Wasail Al-Shia: recopilación de hadices basada en los Cuatro Libros (Man La Yahduruhu Al-Faqih, Al-Kafi, Tahdib Al-Ahkam, Al-Istibsar) y otras fuentes posteriores. Le llevó 18 años escribirlo.
- Al-Yawahir Al-Saniyya fi Al-Ahadiz Al-Qudsiyya: considerada la primera colección dedicada exclusivamente a los hadices qudsíes.
- Isbat Al-Hudat bin Al-Nusús wa Al-Mu'yizat: describe los milagros de los 12 Imames y responde a la pregunta sobre el derecho divino de los Imames a gobernar.
- Risala Izna 'Ashariya fi Al-Radd ʿala Al-Sufiyya: un tratado en contra de los sufíes.
- Risala fi Tawatur al-Qur'an.
- Risala fi Mas'ala al-Riya't.
- Risala fi Jalq al-Kafir.
- Al-Fawa'id Al-Tusiyya: objeción al usulismo.